# 阿什拉夫·哈利勒

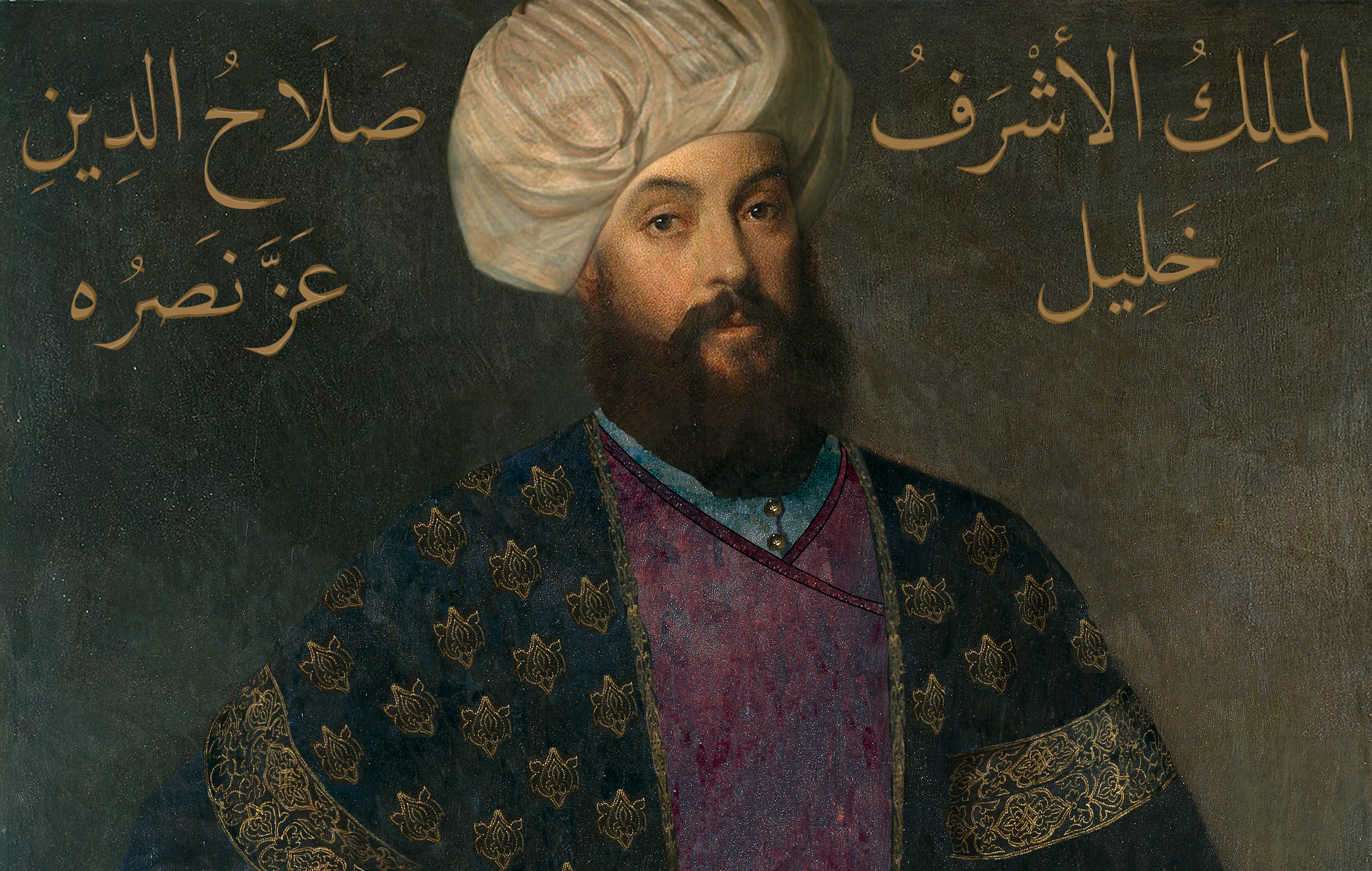
阿什拉夫·哈利勒

阿什拉夫·哈利勒（Al-Ashraf Khalil，1260年代—1293年12月14日）是一位馬木留克蘇丹國巴赫里王朝的蘇丹，1290年至1293年間統治埃及。
阿什拉夫·哈利勒是嘉拉溫之子，1290年父親去世後登上王位。他繼續嘉拉溫對十字軍國家的戰爭，1291年攻陷阿卡，終結耶路撒冷王國。馬木留克軍隊隨後進佔敘利亞沿海各城，徹底清除十字軍在此地的勢力。原本阿什拉夫·哈利勒打算接著進攻巴格達，但在1293年他被將領拜伊達拉刺殺身亡。他的弟弟納西爾·穆罕默德繼承了蘇丹之位。